# Aero Business Charter
Aero Business Charter war eine deutsche Fluggesellschaft mit Sitz in Bensheim (Hessen). Ihre Heimbasis war der Flugplatz in Mannheim, die Gesellschaft wurde jedoch am Flughafen Stuttgart gegründet. Die Gesellschaft verkehrte im europaweiten Charterflugverkehr.

## Geschichte
Die Fluggesellschaft wurde 1997 gegründet und nahm 1998 den Flugbetrieb von ihrem Gründungsort Stuttgart – zuvor mit Turboprop-Flugzeugen des Typs Beechcraft King Air, seit 2005 mit Jetflugzeugen – auf.

## Flotte
Mit Stand Juli 2009 bestand die Flotte aus drei Flugzeugen:
- 1 Cessna Citation CJ2+
- 1 Cessna Citation CJ2
- 1 Cessna Citation XLS+